# Duliticola hoiseni
Duliticola hoiseni is een keversoort uit de familie netschildkevers (Lycidae). De wetenschappelijke naam van de soort werd in 1996 gepubliceerd door Wong.